# Col·lectiu Palma Verda
El Col·lectiu Palma Verda és una plataforma ciutadana de Palma (Mallorca, Illes Balears) nascuda el 2008.
La plataforma va néixer com a reacció al recentment inaugurat Parc de la Riera de Palma, el qual arrossegava nombroses deficiències, i el posterior escàndol per malversació de fons públics pel qual va ser jutjat el principal impulsor del Parc: el regidor d'Urbanisme de l'Ajuntament de Palma entre 2003 i 2007, Javier Rodrigo de Santos. Per als membres del Col·lectiu, aquesta zona verda fou concebuda com a fruit de la corrupció i fou planificat com un espai fallit, com altres zones verdes de la ciutat en aquells anys.
El col·lectiu concep convertir el Parc de la Riera i la resta de terrenys de l'anomenada Falca Verda de Palma (del qual el Parc només n'era una part) en un bosc urbà que s'estengués des dels terrenys de l'antic Canòdrom fins als terrenys del Tanatori de Son Valentí. Per això reivindica que els ciutadans tinguin la possibilitat de participar activament en l'ajardinament de la ciutat a través d'accions com plantacions ciutadanes i les seves reivindicacions venen acompanyades de xerrades públiques, organitzades als parcs de diferents barris.
L'any 2018 va llançar la campanya Volem Bosc sota el lema Més de 100 anys esperant la falca verda, on entre altres peticions demanava que el Parc de la Riera es convertís en part del nou bosc urbà de la falca verda, amb milers d'arbres.
El 2021 el col·lectiu va integrar-se en la Mesa de l'Arbre de Palma, ens municipal d'assessorament i seguiment de les actuacions municipals en matèria d'arbratge i les zones verdes que ajunta l'administració i els representants de la societat civil.